# Jasmin Herren

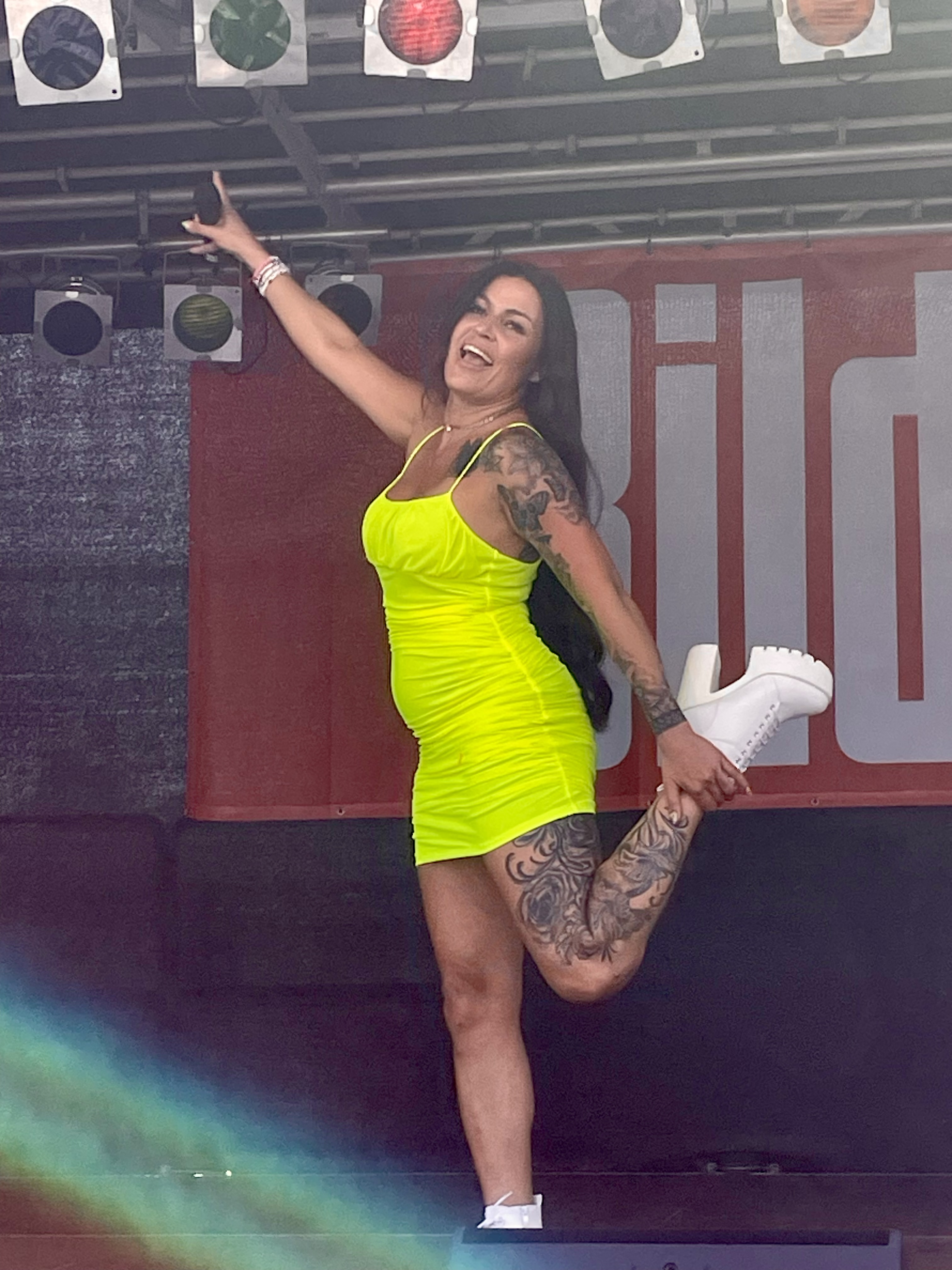
Jasmin Herren (2024)

Jasmin Herren (* 24. Dezember 1978 als Jasmin Jenewein in Düsseldorf) ist eine deutsche Fernsehdarstellerin und Partyschlagersängerin. Unter den Pseudonymen Toy und Jazmin startete sie auf Mallorca zunächst eine Gesangskarriere als „Nacktsängerin“. Als Haidie und Jasmin Prinz erfolgte ein Imagewechsel zur Schlagersängerin. Seit 2019 tritt sie unter ihrem bürgerlichen Namen auf.

## Werdegang
Herren wurde 1978 in Düsseldorf geboren und von ihrer 18-jährigen Mutter († 2018) noch im Krankenhaus zur Adoption freigegeben. Ihren Vater kennt sie nicht. Ihre Großeltern adoptierten sie. Sie wuchs in einem kleinen Dorf in Schleswig-Holstein auf.
Schon im Alter von fünf Jahren erhielt sie von ihnen eine musikalische Frühförderung und lernte Klavier und Geige sowie Grundkenntnisse in Gesang und Schauspiel. Während ihrer Ausbildung zur Visagistin trat sie in Diskotheken auf, um sich einen Namen als Sängerin zu machen. 2004 wurde sie in einer Kölner Großraumdiskothek von Jürgen Drews auf die Bühne geholt, wodurch erste Auftritte auf Mallorca u. a. im Bierkönig folgten. Mit ihrem damaligen Manager Udo Borges entwickelte sie unter dem Künstlernamen Toy das Projekt „Erste Nacktsängerin weltweit“.
2006 nahm sie an der Sendung Der Container Exklusiv teil, die sie nach fünf Wochen freiwillig verließ. Von Mai bis Oktober 2006 war sie mit dem Eventmanager Michael Ammer liiert. Ebenfalls 2006 bewarb sie sich mit Big Big World von Emilia bei Deutschland sucht den Superstar, wo sie jedoch in der ersten Runde beim Casting ausschied. 2008 folgte ein musikalischer Imagewechsel zur alpenländischen Schlagersängerin. Gemeinsam mit Gottlieb Wendehals veröffentlichte sie als Haidie eine Neuauflage seines Hits Polonäse Blankenese. 2010 wechselte sie ihren Künstlernamen zu Jasmin Prinz, unter dem sie 2011 auch das Album Vielleicht zum Mond bei Com-Es Musik veröffentlichte.
Im August 2009 heiratete sie in Köln den Hotelbesitzer Marco Gülpen. Gemeinsam nahm das Paar an TV-Sendungen wie Frauentausch und Goodbye Deutschland! Die Auswanderer teil. Im Oktober 2016 gab das Paar seine Trennung bekannt. 2014 feierte sie als „Nacktsängerin“ Jazmin im Bierkönig ihr Comeback, das von taff in einer Wochenserie dokumentiert wurde. Dort trat sie bis 2017 regelmäßig wieder auf.
Ab 2017 war sie mit dem Schauspieler und Schlagersänger Willi Herren liiert, mit dem sie zuvor über 15 Jahre eine „On-Off-Beziehung“ geführt hatte. Im Juli 2018 heiratete das Paar. Gemeinsam nahmen beide an der vierten Staffel von Das Sommerhaus der Stars – Kampf der Promipaare teil. 2020 nahm das Paar an der Dating-Reality-Show Temptation Island VIP teil. Im März 2021 gab Jasmin die Trennung von Herren bekannt. Er starb kurze Zeit später.
Anfang 2022 war Jasmin Herren Teilnehmerin der 15. Staffel von Ich bin ein Star – Holt mich hier raus! bei RTL und belegte den neunten Platz. Sie wäre ursprünglich nicht in der ersten Besetzung dabei gewesen, rückte aber als Ersatzkandidatin für Christin Okpara nach. Zeitgleich mit ihrer Dschungelcamp-Teilnahme erschien die Single Du lebst in mir, ein musikalischer Abschiedsbrief an ihren verstorbenen Ehemann.
Mit ihrem neuen Partner Philipp Bender nahm sie 2023 an dem Reality-Format Forsthaus Rampensau teil, in dem das Paar den dritten Platz erreichte. Anschließend nahm Herren an dem Reality-Format The 50 teil, das ab März 2024 bei Prime Video veröffentlicht wurde. Bei Reality Queens – Auf High Heels durch den Dschungel erlangte Herren erneut den dritten Platz. 2025 folgte ihre Beteiligung am Sat.1-Format Villa der Versuchung, aus dem sie als Siegerin hervorging.

## Privatleben
Jasmin Herren wurde 1999 oder 2000 Mutter einer Tochter. Sie ist die Großcousine von Kevin Jenewein, der es 2021 ins Finale der 18. Staffel von Deutschland sucht den Superstar schaffte und den 3. Platz belegte.

## Fernsehauftritte
- 2006: Der Container Exklusiv
- 2006: Deutschland sucht den Superstar
- 2013: Frauentausch
- 2014: taff (Die Gülpens auf Malle)
- 2016: Goodbye Deutschland! Die Auswanderer
- 2019: Das Sommerhaus der Stars – Kampf der Promipaare
- 2019: Stars im Spiegel – Sag mir, wie ich bin
- 2019: Roast Battle
- 2020: Marco Schreyl – Der Talk
- 2020: Temptation Island VIP
- 2022: Ich bin ein Star – Holt mich hier raus
- 2023: Forsthaus Rampensau Germany
- 2024: The 50
- 2024: Reality Queens – Auf High Heels durch den Dschungel
- 2025: Villa der Versuchung

## Diskografie
Album
- 2011: Vielleicht zum Mond – als Jasmin Prinz

Singles
- 2006: An mein Tattoo – als Jazmin
- 2008: Polonäse Blankenese – Haidie feat. Gottlieb Wendehals
- 2011: Der Himbeertoni von der Erdbeerfarm – als Haidie
- 2013: Ich liebe dich – als Haidie
- 2013: Wo Liebe lebt – als Jasmin Prinz
- 2014: Scheissegal – als Haidie
- 2015: Jeder Sommer hat seine Geschichte – als Jazmin
- 2015: Du Balla Balla – als Jazmin
- 2016: Wir geh'n steil – als Jazmin
- 2017: Da wo wir sind ist es geil – als Jazmin
- 2018: Wahnsinns Zeit – als Jazmin
- 2018: Hashtag Ole Ole – als Jazmin
- 2019: Tausend in einer Nacht – als Jasmin Herren
- 2020: Temptation VIP – Calvin92 feat. Jasmin Herren
- 2022: Du lebst in mir – als Jasmin Herren
- 2023: Wir trinken wieder – Jasmin Herren feat. Philipp Bender
- 2023: Die Biene Maja – Unnormal, Jasmin Herren & DJ Balineiro
- 2024: Lieben wir – als Jasmin Herren